# Arronjadero
Arronjadero är en ort i Mexiko.   Den ligger i kommunen La Huacana och delstaten Michoacán de Ocampo, i den södra delen av landet, 280 km väster om huvudstaden Mexico City. Arronjadero ligger 511 meter över havet och antalet invånare är 215.
Terrängen runt Arronjadero är kuperad. Runt Arronjadero är det glesbefolkat, med 16 invånare per kvadratkilometer. Närmaste större samhälle är La Huacana, 9,9 km norr om Arronjadero. I omgivningarna runt Arronjadero växer huvudsakligen savannskog.